# Sidney Franklin (réalisateur)
Pour les articles homonymes, voir Sidney Franklin.
Sidney Franklin (né le 21 mars 1893 à San Francisco, Californie et mort le 18 mai 1972  à Santa Monica, Californie) est un réalisateur, scénariste, acteur et producteur de cinéma américain.

## Biographie
Sidney est le frère cadet de Chester M. Franklin, également réalisateur.

## Filmographie

### Comme réalisateur

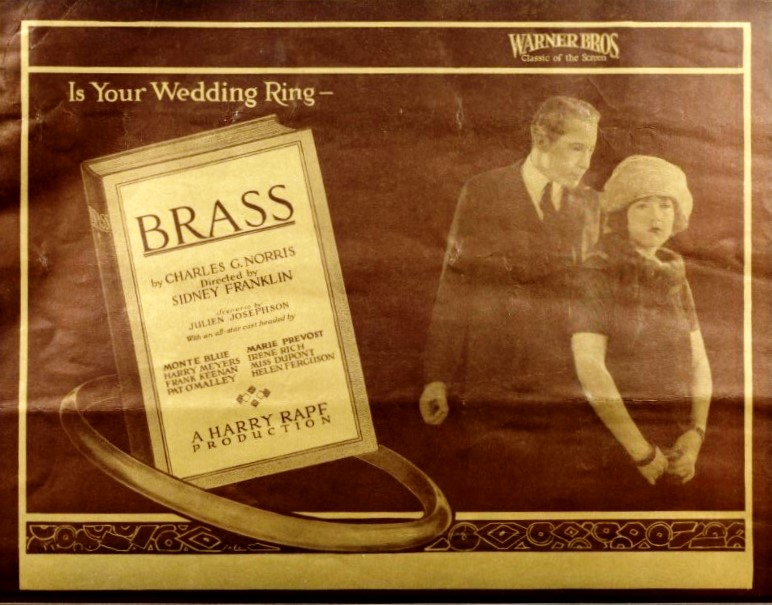
Annonce pour le film La Première Femme dans le pagazine Film Daily (1923).

- 1915 : The Baby (coréalisé par Chester M. Franklin)
- 1915 : The Rivals (coréalisé par Chester M. Franklin)
- 1915 : Little Dick's First Case (coréalisé par Chester M. Franklin)
- 1915 : Her Filmland Hero (coréalisé par Chester M. Franklin)
- 1915 : Dirty Fan Dan (coréalisé par Chester M. Franklin)
- 1915 : Pirates Bold (coréalisé par Chester M. Franklin)
- 1915 : The Ashcan, or Little Dick's First Adventure (coréalisé par Chester M. Franklin)
- 1915 : The Kid Magicians (coréalisé par Chester M. Franklin)
- 1915 : A Ten-Cent Adventure (it) (coréalisé par Chester M. Franklin)
- 1915 : The Runaways (coréalisé par Chester M. Franklin)
- 1915 : The Straw Man (coréalisé par Chester M. Franklin)
- 1915 : Billie's Goat (coréalisé par Chester M. Franklin)
- 1915 : The Little Cupids (coréalisé par Chester M. Franklin)
- 1915 : For Love of Mary Ellen (coréalisé par Chester M. Franklin)
- 1915 : The Doll House Mystery (coréalisé par Chester M. Franklin)
- 1916 : Mère adoptive (en) (Let Katie Do It)
- 1916 : Martha's Vindication
- 1916 : Going Straight (en)
- 1916 : The Little School Ma'am (en)
- 1916 : Gretchen the Greenhorn
- 1916 : La Conquête de l'or (en) (A Sister of Six)
- 1917 : Les Enfants dans la forêt (The Babes in the Woods) (coréalisé par Chester M. Franklin)
- 1917 : Jack et le Haricot magique (Jack and the Beanstalk)
- 1917 : Aladin (Aladdin and the Wonderful Lamp)
- 1918 : Treasure Island (en)
- 1918 : Six Shooter Andy
- 1918 : The Bride of Fear
- 1918 : Confession
- 1918 : Les Hirondelles (The Safety Curtain)
- 1918 : Her Only Way
- 1918 : La Cité défendue (The Forbidden City)
- 1918 : Fan Fan
- 1918 : Ali Baba and the Forty Thieves (en)
- 1919 : Le Prix du silence (The Heart of Wetona)
- 1919 : Mariage blanc (The Probation Wife)
- 1919 : Dans les bas-fonds (The Hoodlum)
- 1919 : La Fille des monts (The Heart o' the Hills)
- 1920 : Two Weeks
- 1920 : Unseen Forces
- 1921 : Not Guilty (en)
- 1921 : Courage (en)
- 1922 : La Victoire du cœur (Smilin' Through)
- 1922 : The Primitive Lover
- 1922 : Roman chinois (East Is West)
- 1923 : La Première Femme (Brass)
- 1923 : Dulcy
- 1923 : La Tigresse (Tiger Rose)
- 1924 : Mon cœur et mes millions (Her Night of Romance)
- 1925 : Learning to Love
- 1925 : Sa sœur de Paris (Her Sister from Paris)
- 1926 : Quand la femme est Roi (Beverly of Graustark)
- 1926 : La Duchesse de Buffalo (The Duchess of Buffalo)
- 1927 : La Galante Méprise (Quality Street)
- 1928 : The Actress
- 1929 : Terre de volupté (Wild Orchids)
- 1929 : La Fin de madame Cheyney (The Last of Mrs. Cheyney)
- 1929 : La Bataille des dames (en) (Devil-May-Care)
- 1930 : La Dame à scandale (The Lady of Scandal)
- 1930 : A Lady's Morals
- 1931 : The Guardsman
- 1931 : Vies privées (Privates Lives)
- 1932 : Chagrin d'amour (Smilin' Through)
- 1933 : Une soirée à Vienne (Reunion in Vienna)
- 1934 : Miss Barrett (The Barretts of Wimpole Street), 1re version
- 1935 : L'Ange des ténèbres (The Dark Angel)
- 1937 : Visages d'Orient ou La Terre chinoise (The Good Earth)
- 1946 : Duel au soleil (Duel in the Sun)
- 1957 : Miss Ba (The Barretts of Wimpole street), 2e version

### Comme producteur
- 1920 : Unseen Forces
- 1939 : On Borrowed Time
- 1939 : Ninotchka, d'Ernst Lubitsch
- 1940 : La Valse dans l'ombre (Waterloo Bridge), de Mervyn LeRoy
- 1942 : Madame Miniver (Mrs. Miniver), de William Wyler
- 1942 : Prisonniers du passé (Random Harvest), de Mervyn LeRoy
- 1943 : Madame Curie, de Mervyn LeRoy
- 1944 : Les Blanches Falaises de Douvres (The White Cliffs of Dover), de Clarence Brown
- 1946 : Jody et le Faon (The Yearling), de Clarence Brown
- 1948 : Le Retour (Homecoming), de Mervyn LeRoy
- 1948 : Tragique Décision (Command Decision), de Sam Wood
- 1950 : L'Histoire des Miniver (The Miniver Story), de H. C. Potter
- 1952 : L'Intrépide (Fearless Fagan), de Stanley Donen
- 1952 : Sky Full of Moon (en)
- 1953 : Histoire de trois amours (The Story of Three Loves) de Gottfried Reinhardt et Vincente Minnelli
- 1953 : Le Poulain noir (Gypsy Colt)
- 1953 : La Reine vierge (Young Bess), de George Sidney
- 1953 : La Madone gitane (Torch Song), de Charles Walters

### Comme scénariste
- 1918 : The Bride of Fear
- 1918 : Confession
- 1922 : La Victoire du cœur (Smilin' Through), de lui-même

### Comme acteur
- 1913 : The Hoyden's Awakening de �Lem B. Parker
- 1919 : A Rogue's Romance (en) de James Young : Burgomaster
- 1919 : The Man in the Moonlight de �Paul Powell : Pierre Delorme
- 1920 : Down Home de �Irvin Willat : Cash Bailey
- 1920 : The Blue Moon (en) de �George L. Cox : Louie Solomon
- 1924 : The Red Lily, de Fred Niblo : Mr. Charpied
- 1925 : Ben-Hur (Ben-Hur: A Tale of the Christ), de Fred Niblo : figurant dans la foule, sur un char